# Jegypénztár

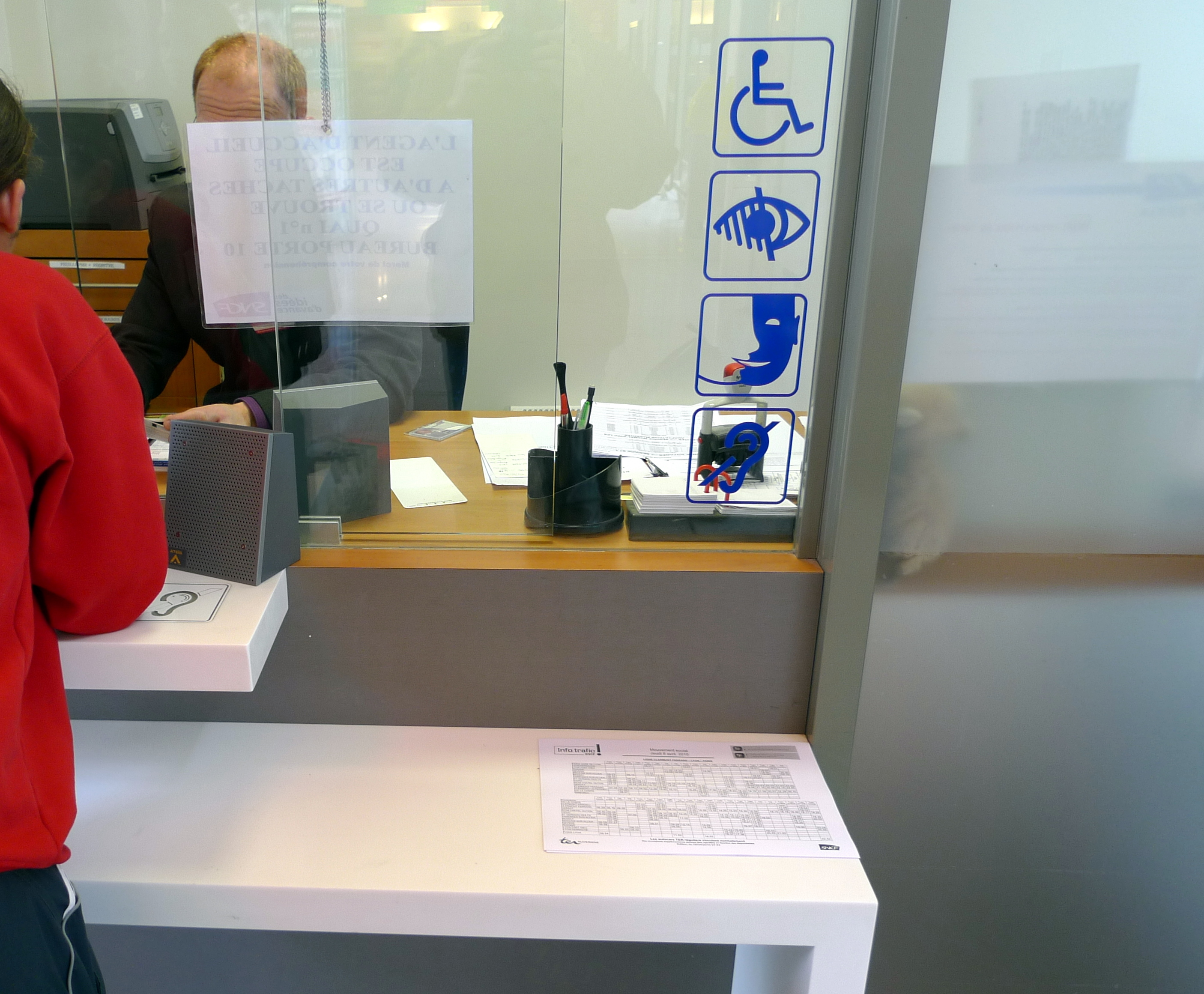
Vasúti jegypénztár Franciaországban

A jegypénztár olyan jegyárusító iroda, ahol jegyeket és bérleteket lehet vásárolni a különböző közlekedési eszközökre. Általában a nagyobb csomópontokban találhatóak, de előfordulnak közlekedési eszköztől távol eső, belvárosi vagy egyetemi jegypénztárak is.
A jegypénztárban a jegyeket a jegypénztáros adja ki. Mivel a jegyeladásokból jelentős pénzmennyiség is befolyhat, ezért ezek az irodák minden irányból zártak és többféle biztonsági berendezéssel is megerősítettek (kamera, törhetetlen üveg, zárható bejárati ajtó).
Jelentősége napjainkban erősen csökken az alternatív jegyvásárlási lehetőségek (mobiljegy, jegyautomata) elterjedésével.
A jegypénztár volt gyakran az első benyomás, amellyel az utasok találkoztak az út előtt, ezért sok nagy állomás és pályaudvar igen díszes pénztárakkal várta az ügyfeleit. Néhány műemlékvédelmi besorolást is kapott a helyet adó állomásépülettel együtt. Bizonyos pénztárak új funkciókat kaptak.

## Előnyei
- a jegypénztáros a jegyvásárláson kívül információkat is tud nyújtani a jegyekről, kedvezményekről vagy a menetrendről;
- személyes kapcsolatot biztosít a vállalat és az utazóközönség között;
- a jegyvásárlás egyszerűbb azoknak, akik kevésbé értenek a technikai eszközökhöz vagy nem rendelkeznek a megfelelő eszközökkel.

## Hátrányai
- magas az élőmunkaigénye, ezért jelentős bérköltséget ró az alkalmazó vállalatra;
- általában csak korlátozottan tart nyitva;
- mivel információkat is nyújt, a csak jegyet vásárlók számára a várakozási idő jelentősen meghosszabbodhat az előttük álló utasok miatt.

## Képgaléria

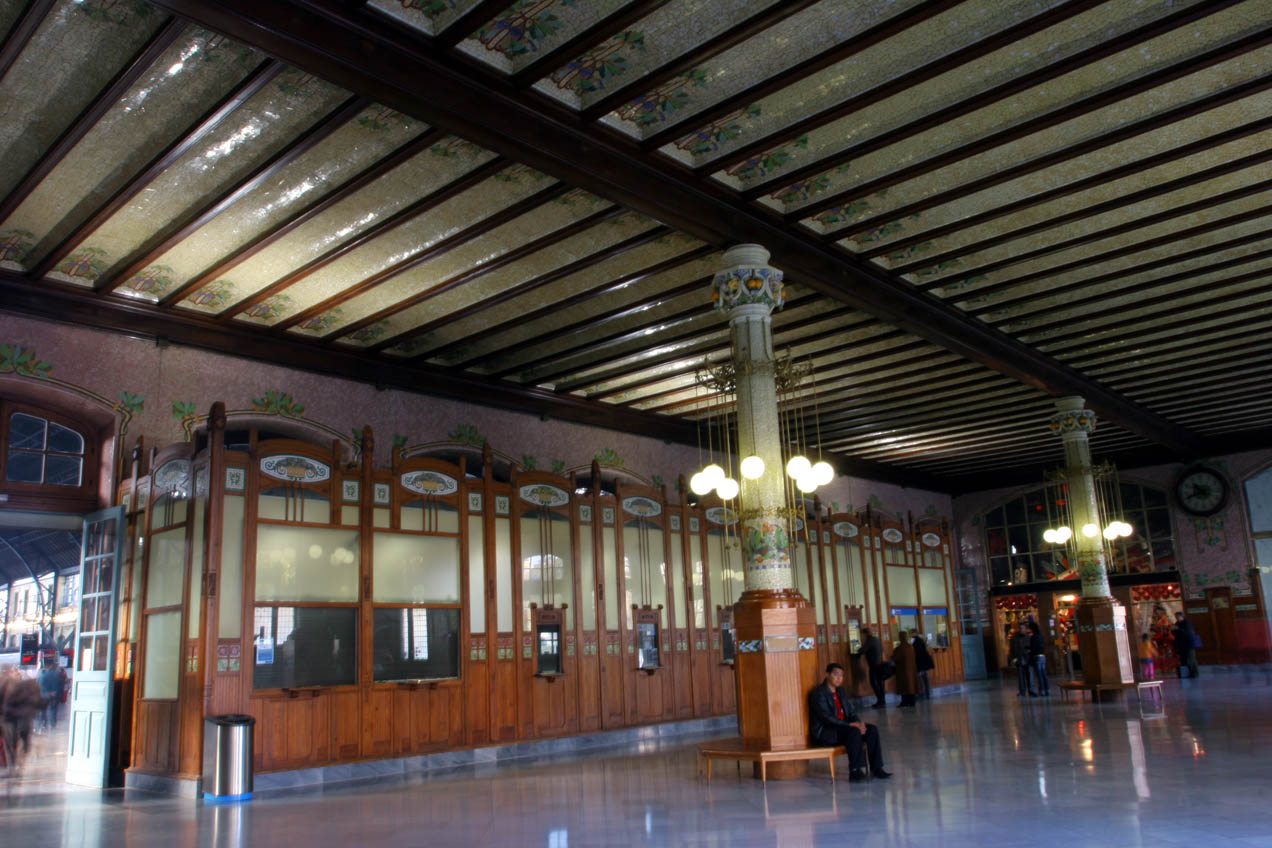
Valencia Estación del Norte
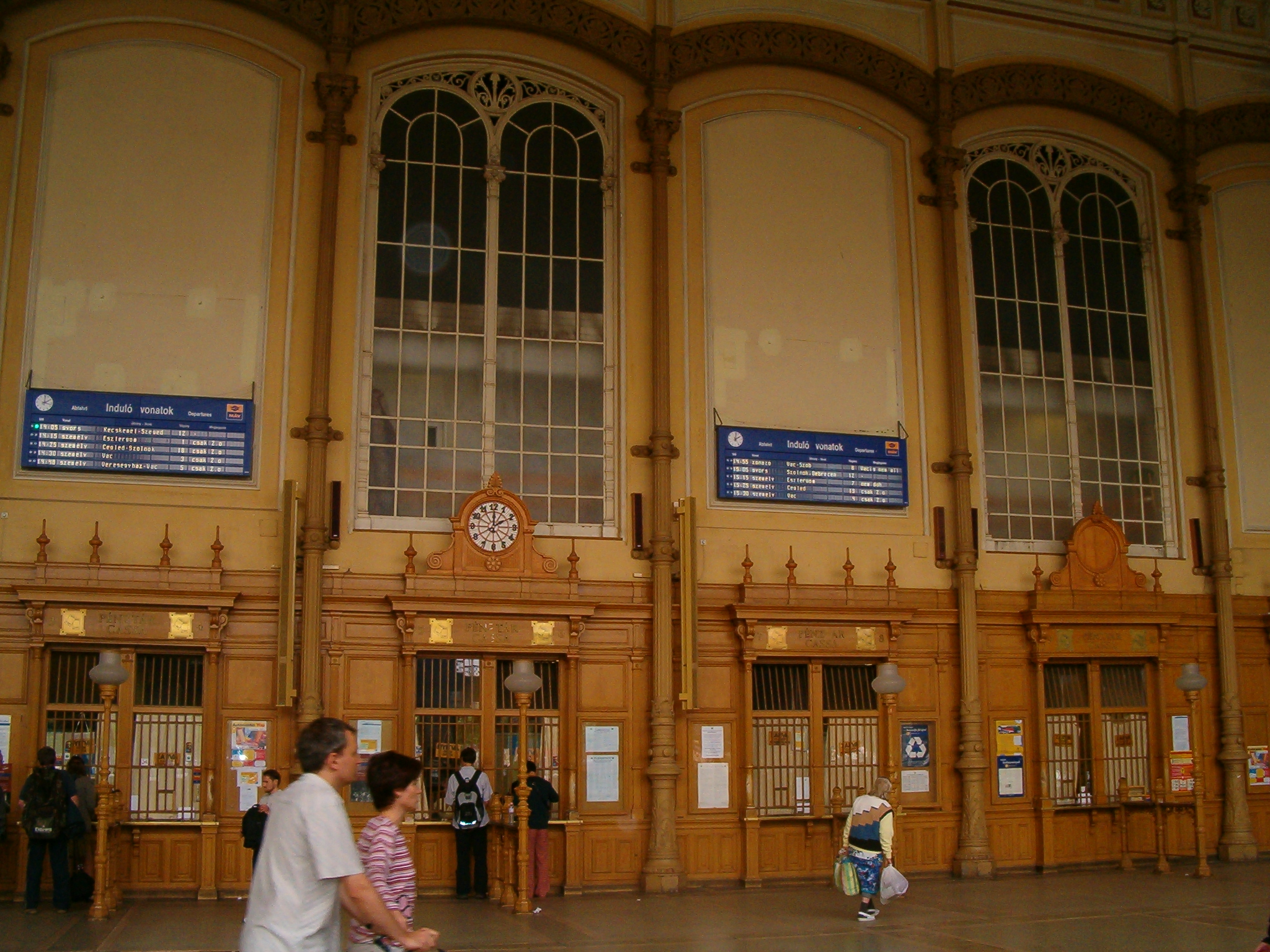
Nyugati pályaudvar
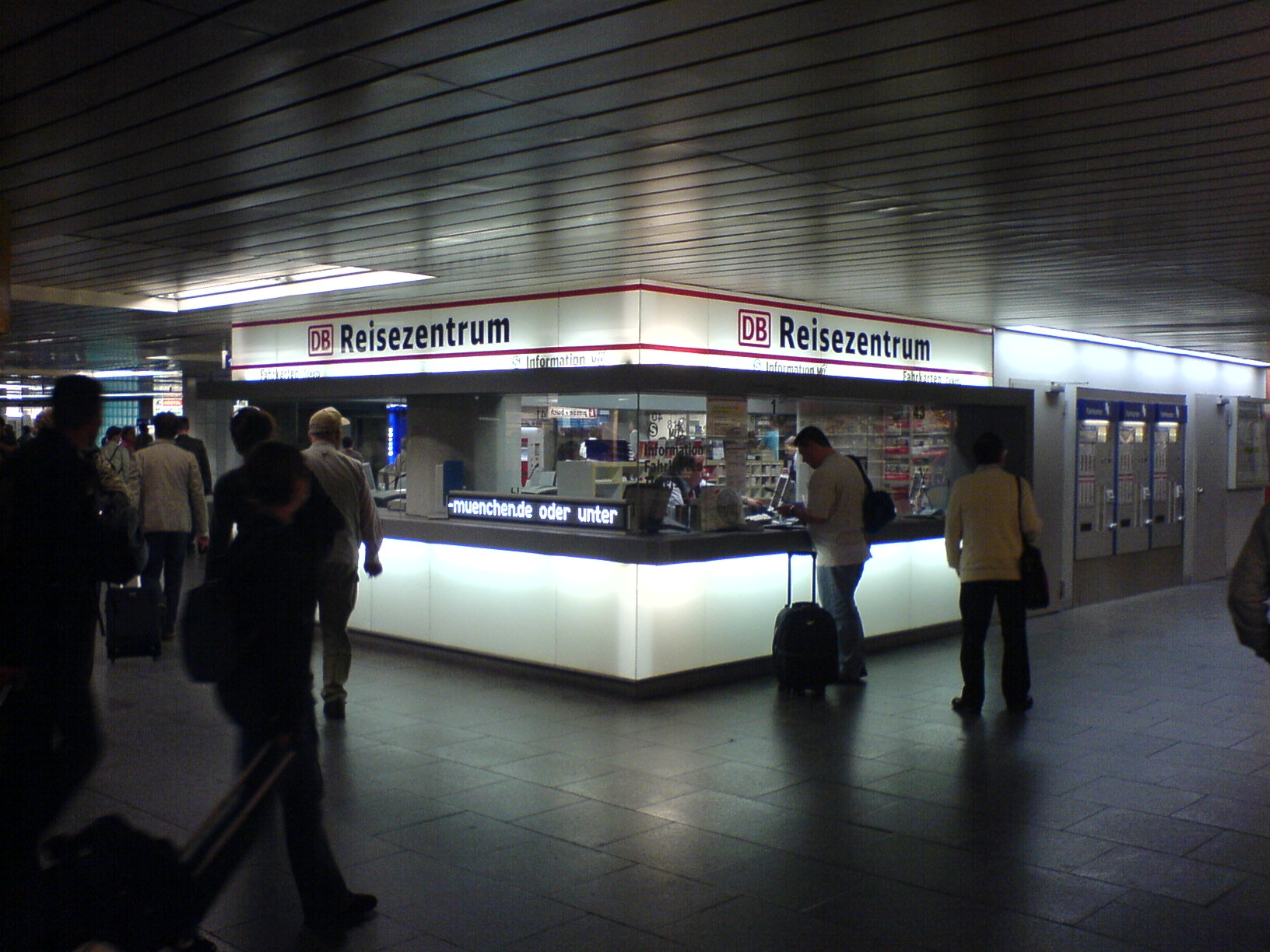
Reisezentrum München főpályaudvarán
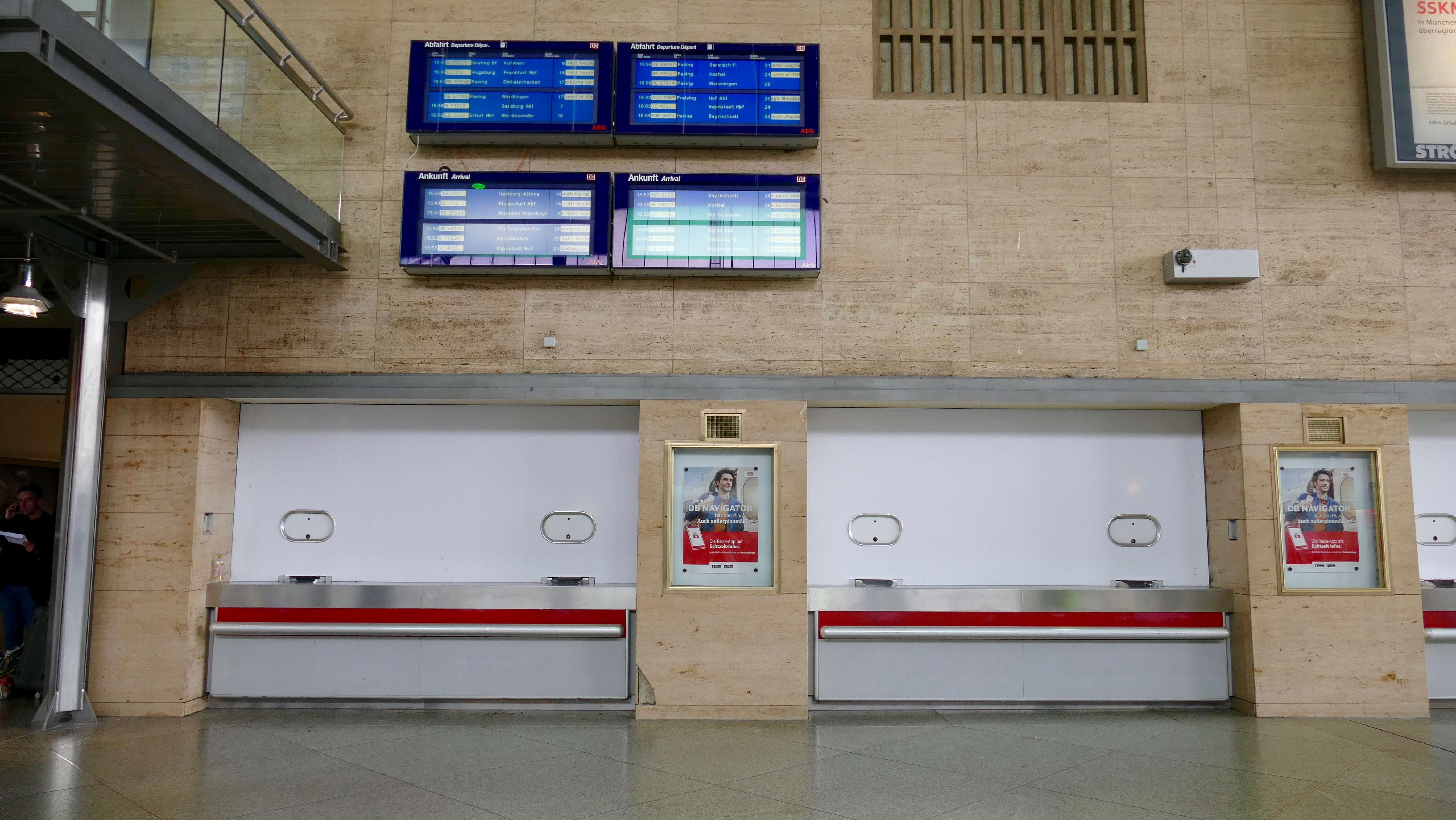
Megszűnt pénztárak Münchenben